# Francesco Chimenti
Francesco Chimenti (Bari, 5 giugno 1945) è un ex calciatore italiano, di ruolo attaccante.

## Biografia
È il fratello di Vito e il padre di Antonio, a loro volta calciatori.

## Carriera

### Giocatore
Prelevato dal Trani (nella squadra pugliese aveva segnato 34 reti), è diventato il più grande goleador della Sambenedettese in Serie B. Per otto stagioni è stato il centravanti della squadra marchigiana: in maglia rossoblù ha segnato ben 97 reti (comprese le 2 annullate dalla Lega nella partita con la Torres) in 286 partite, incluse quelle di Coppa Italia (6 le reti realizzate in questa competizione), superando per sei stagioni consecutive (quattro di C e due di B) dal 1972 al 1978, le 10 reti in campionato.

Chimenti nel 1977, capitano della Sambenedettese, contrastato dallo juventino Morini nel corso di un incontro di Coppa Italia.

Nella stagione di Serie C del 1973-1974 vinse la classifica marcatori con 21 reti, più 3 gol non assegnati contro la Torres (partita vinta 3-2 dalla Sambenedettese ma poi data a tavolino alla Sambenedettese per invasione di campo all'85'); la stagione vide la seconda promozione in Serie B per la Samb guidata da Marino Bergamasco, con un attacco formato da Valà, Castronaro, Ripa, Chimenti, Simonato e Basilico.
Si tolse anche la soddisfazione di segnare una rete alla stessa Juventus in Coppa Italia il 21 settembre del 1975: 2-2 il risultato di quella partita, in uno stadio "Fratelli Ballarin" stracolmo di tifosi, accorsi da tutti i paesi limitrofi. In carriera ha collezionato complessivamente 197 presenze e 54 reti in Serie B.

### Allenatore
Da allenatore ha guidato a più riprese la Sambenedettese: prima nel 1994-1995 nel campionato di Eccellenza, poi da febbraio a giugno 2006 come quinto allenatore della stagione, così come nella stagione successiva, chiamato a sostituire Alessandro Calori, esonerato dopo sole 5 giornate.

## Palmarès

### Giocatore

#### Competizioni nazionali
- Campionato italiano Serie C: 1

Sambenedettese: 1973-1974 (girone B)
- Campionato italiano Serie D: 1

Vigor Trani: 1970-1971 (girone H)

#### Competizioni regionali
- Prima Categoria: 1

Bitonto: 1967-1968 (girone A pugliese)

### Allenatore

#### Competizioni regionali
- Eccellenza: 1

Sambenedettese: 1994-1995 (girone marchigiano)